# Kim Vanreusel
Kim Vanreusel (* 4. Januar 1998 in Antwerpen, Flandern) ist eine belgische Skirennläuferin. Sie startet vor allem in den technischen Disziplinen Slalom und Riesenslalom. 2018 nahm die mehrfache belgische Meisterin an den Olympischen Spielen von Pyeongchang teil.

## Biografie

### Jugend und Europacup
Die aus Brasschaat stammende Kim Vanreusel bestritt im Alter von 16 Jahren in Zinal ihre ersten FIS-Rennen. Im Januar 2015 nahm sie am Europäischen Olympischen Jugendfestival in Malbun teil und belegte Slalomrang 31. Bei den Olympischen Jugendspielen 2016 in Innsbruck erreichte sie ein Jahr später Rang zwölf im Slalom. In Super-G und Riesenslalom schied sie aus. Am Ende derselben Saison gewann sie in Val Thorens ihre ersten beiden Staatsmeistertitel. Im Januar 2017 startete sie in Melchsee-Frutt erstmals im Europacup. Bei ihren ersten Juniorenweltmeisterschaften in Åre bestritt sie alle sechs Rennen und sicherte sich im Mannschaftswettbewerb unter anderem mit Sam Maes die Bronzemedaille. Das beste Einzelergebnis erreichte sie mit Platz 13 in ihrer stärksten Disziplin Slalom. Bei zwei weiteren JWM-Teilnahmen (Davos 2018 und Fassatal 2019) konnte sie dieses Resultat nicht mehr übertreffen. Ihre vorläufig besten Europacup-Ergebnisse erreichte sie mit zwei 17. Plätzen in Parallelrennen sowie Rang 15 im Slalom von Zell am See im Januar 2021.

### Weltcup und Großereignisse
Im Februar 2017 nahm Vanreusel an den Weltmeisterschaften 2017 in St. Moritz teil, schaffte es aber weder im Slalom noch im Riesenslalom unter die besten 30. Mit der belgischen Mannschaft belegte sie Rang neun. Ihr Weltcup-Debüt gab sie am 11. November desselben Jahres im Slalom von Levi. Bei den Olympischen Spielen von Pyeongchang ging sie in allen Disziplinen an den Start und erreichte mit Abfahrtsrang 30 ihr bestes Resultat. Nachdem sie ihr Abschneiden in Slalom und Riesenslalom bei den Weltmeisterschaften 2019 in Åre leicht verbessert hatte, gelang ihr 2021 mit Rang 29 in Cortina d’Ampezzo ihr bisher bestes Einzelergebnis bei einem Großereignis. Im Weltcup startet sie ausschließlich in den technischen Disziplinen, konnte sich bislang aber nicht für einen zweiten Durchgang qualifizieren.

## Erfolge

### Olympische Spiele
- Pyeongchang 2018: 30. Abfahrt, 39. Riesenslalom, 40. Super-G, 40. Slalom

### Weltmeisterschaften
- St. Moritz 2017: 9. Mannschaftswettbewerb, 42. Slalom, 54. Riesenslalom
- Åre 2019: 9. Mannschaftswettbewerb, 32. Slalom, 47. Riesenslalom
- Cortina d’Ampezzo 2021: 15. Mannschaftswettbewerb, 29. Slalom
- Méribel 2023: 12. Mannschaftswettbewerb, 33. Riesenslalom
- Saalbach-Hinterglemm 2025: 35. Riesenslalom

### Juniorenweltmeisterschaften
- Åre 2017: 3. Mannschaftswettbewerb, 13. Slalom, 24. Kombination, 32. Abfahrt, 34. Riesenslalom, 36. Super-G
- Davos 2018: 16. Slalom, 39. Riesenslalom
- Fassatal 2019: 25. Slalom, 47. Riesenslalom

### South American Cup
- Saison 2018: 6. Slalomwertung
- 3 Podestplätze, davon 2 Sieg:

| Datum           | Ort            | Land        | Disziplin |
| --------------- | -------------- | ----------- | --------- |
| 10. August 2017 | Cerro Catedral | Argentinien | Slalom    |
| 25. August 2023 | Cerro Castor   | Argentinien | Slalom    |

### Weitere Erfolge
- 7 belgische Meistertitel (Super-G 2016, 2017 und 2019, Slalom 2016 und 2019, Riesenslalom 2017 und 2019)
- 10 Siege in FIS-Rennen